# Protonemura hotakana
Protonemura hotakana är en bäcksländeart som först beskrevs av Uéno 1931.  Protonemura hotakana ingår i släktet Protonemura och familjen kryssbäcksländor. Inga underarter finns listade i Catalogue of Life.